# Wilhelm Seiger
Wilhelm Seiger (* 10. November 1897 in Krebshagen; † 19. Mai 1966 in Hagenburg) war ein deutscher Lehrer und Politiker (SPD).

## Leben
Wilhelm Seiger wurde als Sohn eines Bergmanns geboren. Er besuchte ab 1915 das Lehrerseminar in Bückeburg, musste es aber aufgrund des Ersten Weltkrieges unterbrechen, an dem er seit Juli 1916 als Soldat teilnahm. Nach seiner Entlassung aus dem Heeresdienst im Januar 1919 setzte er das Lehrerseminar fort, das er noch im gleichen Jahr abschloss. Im Anschluss daran arbeitete er als Volksschullehrer in Wendthagen, ab 1922 dann in gleicher Funktion in Kirchhorsten.
Seiger, der sich der SPD angeschlossen hatte, war von November 1927 bis Juni 1931 nebenamtliches Mitglied der Landesregierung des Freistaates Schaumburg-Lippe. Bei der Landtagswahl 1928 wurde er in den Schaumburg-Lippischen Landtag gewählt. Sein Landtagsmandat musste er jedoch niederlegen, da er zu diesem Zeitpunkt der Landesregierung angehörte. Es übernahm Wilhelm Pöhler.
Nach der Machtübernahme der Nationalsozialisten wurde Seiger 1933 als Volksschullehrer nach Großenheidorn versetzt. Von 1941 bis zu seinem Eintritt in den Ruhestand 1962 war er als Volksschullehrer in Hagenburg tätig, wo er gleichzeitig als Schulleiter und Konrektor fungierte. Nach 1945 betätigte er sich in der Hagenburger Kommunalpolitik.
Wilhelm Seiger war seit 1923 mit einer Lehrerin verheiratet.